# Захонье (Лужский район)
Захонье — деревня в Осьминском сельском поселении Лужского района Ленинградской области.

## История
Впервые упоминается в писцовых книгах Шелонской пятины 1571 года, как деревня Захонье — 3 обжи на реке Сабе в Дремяцком погосте Новгородского уезда.
Деревня Захонье обозначена на карте Санкт-Петербургской губернии Ф. Ф. Шуберта 1834 года.

ЗАХОНЬЕ — деревня, принадлежит: маркшейдеру Александру Шульгину, число жителей по ревизии: 13 м. п., 10 ж. п.

дворянке, девице фон Рау, число жителей по ревизии: 20 м. п., 19 ж. п. (1838 год)

Деревня Захонье отмечена на карте профессора С. С. Куторги 1852 года.

ЗАХОНЬЕ — деревня господина фон Рау, по просёлочной дороге, число дворов — 9, число душ — 42 м. п. (1856 год)

Согласно X-ой ревизии 1857 года деревня состояла из двух частей:

1-я часть: число жителей — 28 м. п., 22 ж. п. (из них дворовых людей — 1 м. п., 2 ж. п.)
 
2-я часть: число жителей — 11 м. п., 12 ж. п.

ЗАХОНЬЕ — деревня владельческая при реке Сабе, число дворов — 12, число жителей: 41 м. п., 38 ж. п. (1862 год)

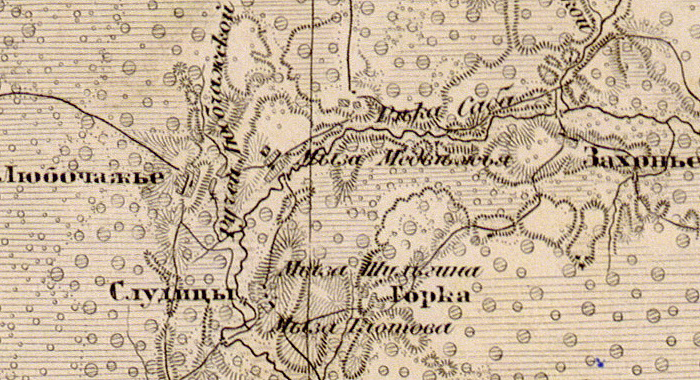
Деревня Захонье на карте 1863 года

В 1864—1865 годах временнообязанные крестьяне деревни выкупили свои земельные наделы у Е. И. фон Рау и стали собственниками земли.
В 1866 году временнообязанные крестьяне выкупили свои земельные наделы у В. А. Горданова.
В 1867 году крестьяне выкупили свои земельные наделы у Н. А. Шульгиной.
Согласно подворной описи Захонского общества Красногорской волости 1882 года, деревня состояла из двух частей:
 
1) бывшее имение фон-Рау, домов — 24, душевых наделов — 28, семей — 12, число жителей — 45 м. п., 45 ж. п.; разряд крестьян — собственники.
  
2) бывшее имение Шульгиной, домов — 12, душевых наделов — 11, семей — 9, число жителей — 17 м. п., 20 ж. п.; разряд крестьян — собственники.
В 1882 году крестьяне выкупили земельные наделы у А. С. Глинки-Мавриной.
В 1890 году крестьяне выкупили земельные наделы у Ф. Г. Тернера.
Согласно материалам по статистике народного хозяйства Лужского уезда 1891 года, имение при селении Захонье площадью 362 десятины принадлежало купцу С. Т. Кудряшову, имение было приобретено в 1877 году за 1086 рублей.
В XIX — начале XX века деревня административно относилась к Красногорской волости 2-го земского участка 1-го стана Лужского уезда Санкт-Петербургской губернии.
По данным «Памятной книжки Санкт-Петербургской губернии» за 1905 год деревня Захонье входила в Захонское сельское общество.
С 1917 по 1927 год деревня Захонье входила в состав Захонского сельсовета Красногорской волости Лужского уезда.

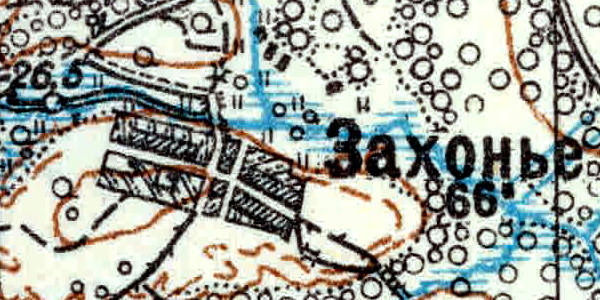
Деревня Захонье карте 1926 года

Согласно топографической карте 1926 года деревня насчитывала 66 крестьянских дворов.
С 1927 года, в составе Толмачёвской волости, а затем Осьминского района.
В 1928 году население деревни Захонье составляло 228 человек.
По данным 1933 года деревня Захонье являлась административным центром Захонского сельсовета Осьминского района, в который входили 9 населённых пунктов: деревни Бельско, Брея, Горка, Захонье, Любочажи, Медвежье, Орехова Грива, Черенско, Шаломино, общей численностью населения 1043 человека.
По данным 1936 года в состав Захонского сельсовета входили 15 населённых пунктов, 243 хозяйства и 9 колхозов, административным центром сельсовета была деревня Брея.
C 1 августа 1941 года по 31 января 1944 года деревня находилась в оккупации.
С 1961 года, в составе Сланцевского района.
С 1963 года, в составе Лужского района.
В 1965 году население деревни Захонье составляло 117 человек.
По данным 1966 года деревня Захонье также входила в состав Захонского сельсовета Лужского района.
По данным 1973 и 1990 годов деревня Захонье входила в состав Осьминского сельсовета.
В 1997 году в деревне Захонье Осьминской волости проживали 35 человек, в 2002 году — 33 человека (русские — 91 %).
В 2007 году в деревне Захонье Осьминского СП проживали 20 человек.

## География
Деревня расположена в северо-западной части района на автодороге 41А-186 (Толмачёво — автодорога «Нарва»).
Расстояние до административного центра поселения — 19 км.
Расстояние до ближайшей железнодорожной станции Толмачёво — 45 км.
Деревня расположена на левом берегу реки Саба.

## Демография
| 1838 | 1862 | 1928 | 1965 | 1997 | 2007 | 2010 |
| ---- | ---- | ---- | ---- | ---- | ---- | ---- |
| 62   | ↗79  | ↗228 | ↘117 | ↘35  | ↘20  | ↗23  |
| 2017 |      |      |      |      |      |      |
| ↘11  |      |      |      |      |      |      |

## Достопримечательности
Деревянная часовня во имя Святых мучеников Флора и Лавра, постройки конца XVIII века.

## Улицы
Берёзовая, Ореховая.